# Anomalon subxishuangum
Anomalon subxishuangum là một loài tò vò trong họ Ichneumonidae.